# Andrena atypica
Andrena atypica är en biart som först beskrevs av Cockerell 1941.  Andrena atypica ingår i släktet sandbin, och familjen grävbin. Inga underarter finns listade i Catalogue of Life.